# Xixiasaurus
Xixiasaurus henanensis · Xixiasaure
Genre
Espèce
Xixiasaurus, litt. en français « Xixiasaure », est un genre fossile de dinosaures Troodontidés qui a vécu pendant la période du Crétacé supérieur dans ce qui est maintenant la Chine. Le seul spécimen connu a été découvert dans le xian de Xixia, dans la province du Henan, en Chine centrale, et est devenu l'exemple entier du nouveau genre et de la nouvelle espèce Xixiasaurus henanensis en 2010. Les noms font référence aux zones de découverte, et peuvent être traduits en « lézard de Xixia du Henan ». Le spécimen se compose d'un crâne presque complet (à l'exception de la partie la plus postérieure), d'une partie de la mâchoire inférieure et de dents, ainsi que d'un membre antérieur droit partiel.
On estime que Xixiasaurus mesurait 1,5 mètre de long et pesait 8 kilogrammes. En tant que membre des Troodontidés, il aurait eu l'aspect d'un oiseau et serait légèrement construit, avec des mains qui saisissent et une griffe élargie en forme de faucille sur le deuxième orteil. Son crâne était long, avec un museau long et bas qui, vu de dessous, formait un U effilé. L'os frontal du front était en forme de dôme en vue de côté, ce qui indique qu'il avait une boîte crânienne élargie. Il se distinguait des autres Troodontidés par le fait que l'avant de l'os denté de la mâchoire inférieure était tourné vers le bas. Contrairement à la plupart des Troodontidés, les dents de Xixiasaurus n'étaient pas dentelées, mais leurs carènes (bords avant et arrière) étaient lisses et acérées. Les Troodontidés se distinguaient par le fait qu'ils avaient 22 dents dans chaque maxillaire (dans d'autres genres, le nombre de dents maxillaires était soit plus élevé, soit plus faible).
Les relations précises de Xixiasaurus avec d'autres Troodontidés sont incertaines, mais il présentait quelques similitudes avec Byronosaurus. Bien que l'on ait autrefois pensé que les Troodontidés aux dents non dentelées formaient un clade, l'importance taxonomique de cette caractéristique a été mise en doute. Les Troodontidés avaient un gros cerveau, des sens aiguisés et étaient probablement agiles. Leur régime alimentaire a fait l'objet de débats, certains chercheurs affirmant qu'ils étaient carnivores, et d'autres qu'ils étaient omnivores ou herbivores. L'absence de dents dentelées chez Xixiasaurus et certains autres Troodontidés indique qu'ils étaient herbivores, car ils avaient perdu la capacité de trancher la viande. Xixiasaurus provient de la formation de Majiacun, dont l'âge exact est incertain. Ces roches sédimentaires ont été déposées par des cours d'eau en tresses et des méandres, et sont connues pour contenir des œufs de dinosaures en abondance.

## Découverte

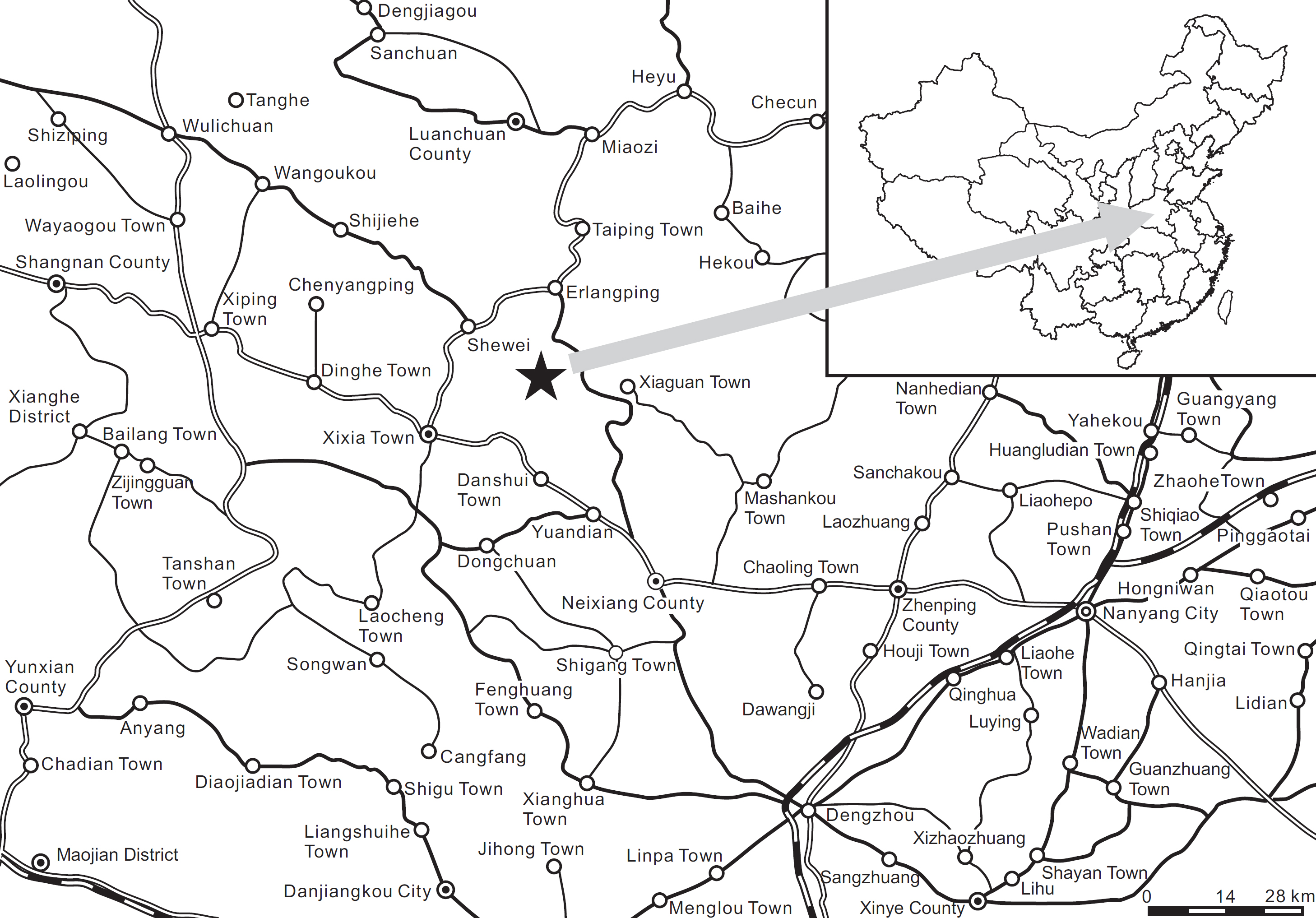
Carte affichant la localité-type (★) au Henan, en Chine.

Le spécimen holotype (catalogué sous le numéro HGM 41HIII-0201 au Musée géologique du Henan, à Zhengzhou) a été découvert près du village de Songgou, qui se trouve dans la région nord-est du xian de Xixia, dans la province du Henan, en Chine centrale. Cette région du bassin de Xixia expose la formation de Majiacun. En 2010, le spécimen a été décrit sous le nouveau genre Xixiasaurus et la nouvelle espèce Xixiasaurus henanensis par le paléontologue Lü Junchang et ses collègues. Le nom générique fait référence au xian de Xixia associé à saurus, qui signifie « lézard », tandis que le nom spécifique fait référence à la province du Henan. Le nom complet peut être traduit en « lézard de Xixia du Henan ». Les restes de Troodontidés sont très rares par rapport à ceux d'autres petits dinosaures théropodes (seuls treize taxons de Troodontidés étaient connus au moment où Xixiasaurus a été nommé), et ont été trouvés principalement en Asie,.
Ce spécimen holotype est le seul fossile connu de Xixiasaurus, et se compose d'un crâne presque complet, à l'exception de la partie la plus postérieure, ainsi que d'un membre antérieur droit partiel. La connexion entre les os frontal (os du front) et nasal (os courant à la longueur supérieure du museau) est déplacée, et une partie de la boîte crânienne est manquante. La plus grande partie du museau est préservée, la dentition du côté droit étant bien conservée. Seule la partie antérieure de l'os denté gauche (os portant les dents de la mandibule) et une partie de ses dents cassées sont préservées. Bien qu'il manque plusieurs dents aux deux mâchoires, leur nombre d'origine peut être déterminé dans la mâchoire supérieure, puisque leurs cavités y sont préservées. Le membre antérieur (dont toutes les parties préservées sont articulées) comprend la partie médiane du radius et du cubitus (os de l'avant-bras), l'extrémité des deuxième et troisième métacarpiens (os de la main), le premier doigt complet et la première phalange du deuxième doigt. En 2014, le paléontologue Takanobu Tsuihiji et ses collègues ont déclaré qu'un os que Lü et ses collègues avaient initialement identifié comme le vomer (partie du palais) de Xixiasaurus faisait plutôt partie des prémaxillaires ou maxillaires (les principaux os de la mâchoire supérieure), sur la base d'une comparaison avec le vomer du genre de Troodontidés Gobivenator, plus complet.
Ces fossiles ont été décrits par une équipe de scientifiques chinois composée d'un groupe de l'Académie chinoise des sciences géologiques de Pékin et d'un groupe du Musée géologique du Henan.

## Description

Taille d'un individu comparé à un humain.

La longueur de Xixiasaurus est estimée à environ 1,5 mètre et son poids à environ 8 kilogrammes. Comme les os nasaux du spécimen holotype n'étaient pas soudés, il se peut qu'il ne s'agisse pas d'un individu mature. En tant que membre des Troodontidés maniraptoriens, il aurait été semblable à un oiseau, de construction légère, avec des mains raptoriennes (pour saisir) et une griffe élargie en forme de faucille sur le second orteil hyper-extensible,. Les fossiles d'autres Troodontidés, tels que le Jianianhualong, montrent que les membres du groupe étaient couverts de plumes pennées, avec de longues plumes sur les bras et les jambes, et un plumage en forme de frondaison sur la queue (similaire à celui de l'Archéoptéryx avialien).

### Crâne et dentition
Le crâne de Xixiasaurus est long, semblable globalement à celui du Byronosaure, et le museau est distinctement long et bas. Les prémaxillaires ne sont pas soudés les uns aux autres et présentent quelques petites fosses sur leurs faces latérales. Vu de dessous, le bord avant de la mâchoire supérieure forme un U effilé, distinct de la forme des autres Troodontidés ; la forme en U est moins effilée chez le Byronosaure et très allongée chez les Sinornithoides, par exemple. Vues de dessus, les apophyses nasales qui se prolongent vers l'arrière à partir des prémaxillaires sont coincées entre les apophyses prémaxillaires des os nasaux, qui se prolongent vers l'avant. L'apophyse nasale du prémaxillaire se termine au niveau du bord postérieur de l'ouverture nariale externe (narine osseuse), et est de section quadrangulaire plutôt que triangulaire, comme chez le Byronosaure. L'apophyse nasale du prémaxillaire forme le coin supérieur postérieur de l'ouverture nariale, et Xixiasaurus se distingue par une ouverture sur la surface latérale à la base de l'apophyse nasale. La suture entre le prémaxillaire et le maxillaire est incurvée vers le haut à partir de l'avant du museau, et se redresse sous l'ouverture nariale lorsqu'elle est vue de côté. L'apophyse maxillaire du prémaxillaire se rétrécit vers l'arrière et se coince entre une petite apophyse du maxillaire étendue vers l'avant et la partie principale de cet os. L'apophyse maxillaire empêche le maxillaire de faire partie du bord de l'ouverture nariale. L'apophyse maxillaire du prémaxillaire se prolonge vers l'arrière au même niveau que l'apophyse nasale. Comme ils ne sont pas soudés entre eux, les prémaxillaires présentent une fissure le long de leur ligne médiane inférieure. Il y a deux petites ouvertures (reliées entre elles par un sillon peu profond) près de la base des troisième et quatrième dents prémaxillaires, mais aucune près des première et deuxième.

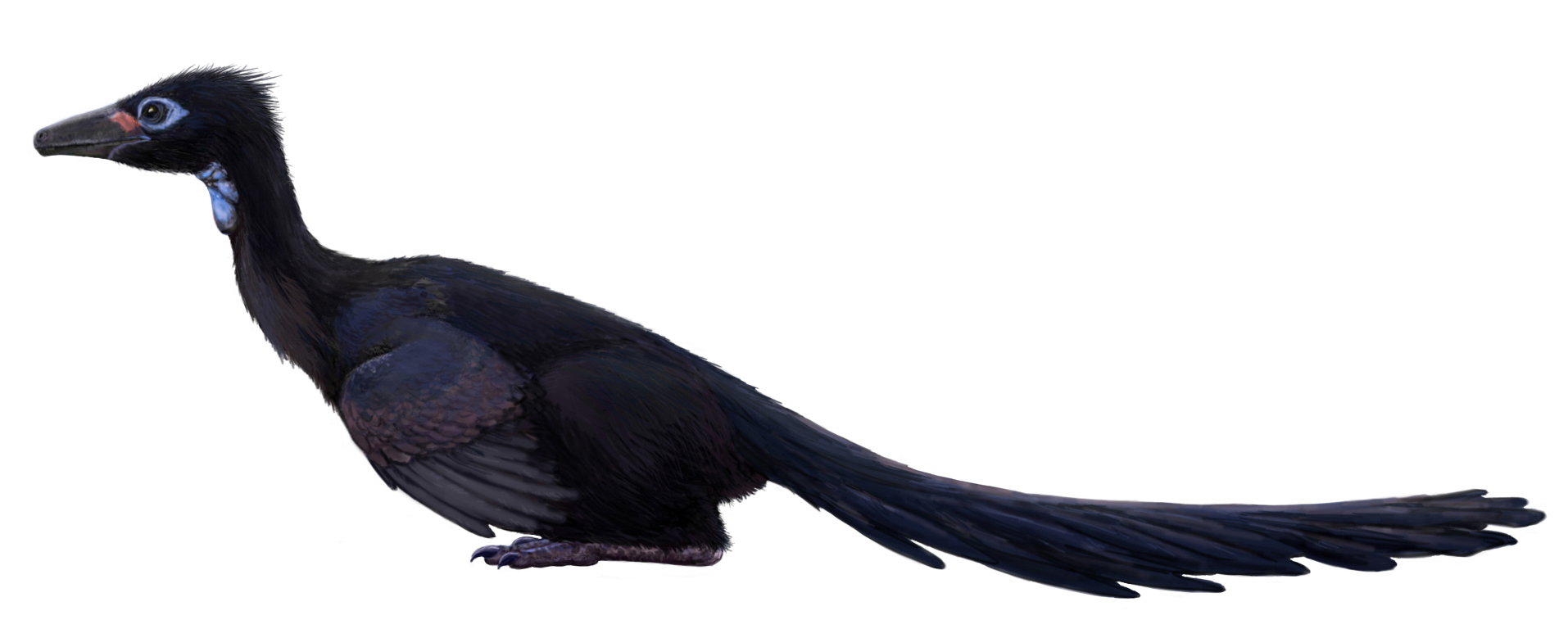
Reconstitution montrant un individu dans une position au repos semblable aux oiseaux.

Le maxillaire est beaucoup plus long que haut, formant la majeure partie de la surface latérale du crâne, et à l'avant, la majeure partie du bord inférieur de l'ouverture nariale. Cette dernière a une forme à peu près ovale, son axe long (la plus longue étendue de l'avant vers l'arrière) étant parallèle au bord inférieur du maxillaire. La surface latérale du maxillaire sous l'ouverture nariale est couverte de petites fosses et de foramens (trous), comme chez le Byronosaure, et la rangée de celles-ci se trouve juste au-dessus et parallèle au bord de la rangée de dents. La surface latérale du maxillaire présente trois grandes ouvertures allongées, appelées fenêtres antérieure, maxillaire et antéorbitaire. Le fenestre antérieur semble avoir été entièrement entouré par le maxillaire, et il y a deux rangées de petites fosses en dessous. L'arrière de la fenêtre maxillaire comporte une paroi osseuse appelée barre interfenêtre, qui la sépare de la fenêtre antéorbitaire, comme chez le Byronosaure. La fenêtre antéorbitaire (la plus grande des trois ouvertures, située à l'avant de l'orbite) était rectangulaire en vue de côté, et la partie du maxillaire inférieur était basse et ne comportait pas de petites foramens, contrairement à la partie avant. Les dents maxillaires sont placées le long de la plus grande partie du bord inférieur de la fenêtre antéorbitaire. Sur le côté inférieur, le maxillaire forme une vaste tablette interne qui contribue à un grand palais secondaire (qui séparait les voies respiratoires nasales de la bouche) et qui s'étend vers l'arrière à partir du contact avec le prémaxillaire. La partie avant de la tablette palatine comporte trois petites ouvertures et une rangée de foramens nutritifs (qui permettaient au sang d'alimenter l'os en nutriments) dans une rainure située juste au-dessus et parallèlement au bord de la rangée de dents.

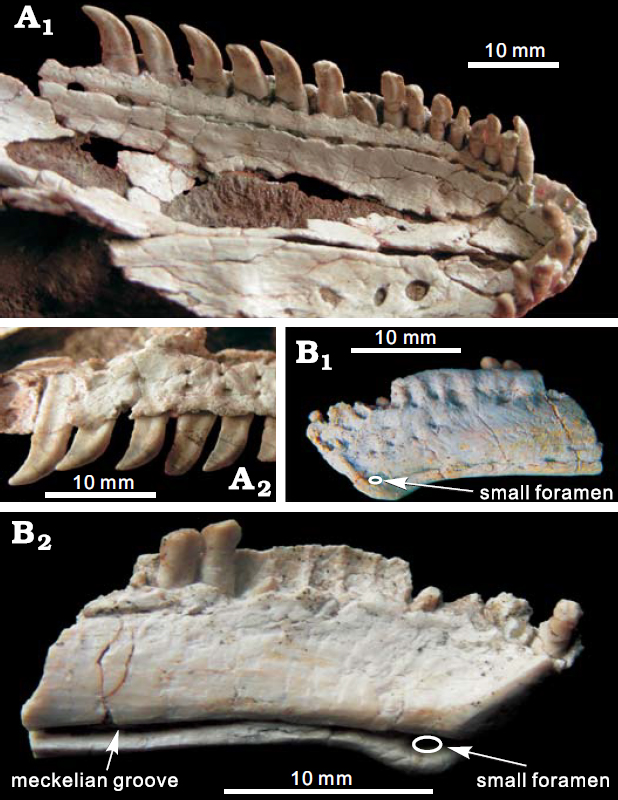
Parties des machoires supérieure (A) et inférieure (B) du holotype

Les os nasaux sont allongés, de 100 millimètres de long et de 8,8 mm de large. Ils ne sont pas soudés entre eux et couvrent le sommet du rostre (museau) sur la plus grande partie de leur longueur. À l'avant, le nasal forme la limite inférieure de l'ouverture nariale. Le nasal s'incline vers le bas à l'avant, tandis qu'il s'aplatit à l'arrière. Les os frontaux mesurent 65 mm de long et ne sont pas soudés. Chaque frontal est triangulaire vu de dessus, et comme chez les autres Troodontidés, les frontaux sont plus larges à l'endroit où ils entrent en contact avec les os postorbitaux (situés derrière l'orbite). La partie frontale est recouverte par les os nasaux et lacrymaux (os situé devant l'orbite) au milieu de la partie frontale, et sa partie la plus antérieure est en contact avec l'extrémité arrière du nez. Vue de côté, la partie arrière de la face frontale ressemble à un dôme, ce qui indique que Xixiasaurus a une grosse boite crânienne. Le bord de l'orbite est surélevé, avec de faibles entailles le long des bords. L'os lacrymal, vu de côté, est en forme de T ; son processus frontal était très long et atteignait le bord postérieur de la fenêtre antorbitaire, formant la majeure partie du bord postérieur supérieur de cette dernière, comme chez le Byronosaure.

#### Dentition
Parmi les différences avec les autres Troodontidés, l'extrémité antérieure de la denture de sa mâchoire inférieure est repliée, comme chez les thérizinosaures. La symphyse mandibulaire (la zone où les deux moitiés de la mandibule se rejoignent à l'avant) est courte, et cette région est légèrement incurvée vers le milieu. Deux rangées de foramines longent le côté extérieur de la denture, juste en dessous des sept premières dents de la denture — une seule des rangées se prolongeait vers l'arrière au-delà de la septième de ces dents. Les foramines se trouvent dans une rainure, ce qui est une caractéristique distincte des Troodontidés, tandis que la surface interne de la dent est lisse. Un sillon de Meckel étroit et profond s'étend sur la face interne de l'os dentaire, juste au-dessus de son bord inférieur, vers l'avant de la symphyse mandibulaire. Un foramen distinct se trouve juste derrière la symphyse et sous le sillon de Meckel, similaire à celui d'Urbacodon. Sur la face externe de la dentine, au niveau du sillon de Meckel, il y a un sillon peu profond avec des fosses allongées,.

##### Dents
Contrairement à la plupart des Troodontidés, Xixiasaurus n'a pas de dentelure sur ses dents, et ses carènes (bords avant et arrière) sont plutôt lisses et acérées, comme chez le Byronosaure. Comme chez la plupart des autres théropodes, le Xixiasaure a quatre dents serrées dans chaque prémaxillaire, avec des alvéoles dentaires à peu près ovales. Les dents prémaxillaires sont plus petites que les dents postérieures du maxillaire. Il y a une constriction nette entre la couronne et la racine des dents prémaxillaires, et des dix dents maxillaires les plus en avant. Les surfaces internes des couronnes des dents prémaxillaires sont convexes et les surfaces externes quelque peu concaves, ce qui crée une forme en D en coupe transversale, une caractéristique partagée avec quelques autres Troodontidés,.
Bien que toutes les dents n'aient pas été conservées dans le spécimen original, les alvéoles dentaires de Xixiasaurus indiquent qu'il a 22 dents dans chaque maxillaire, ce qui le distingue des autres Troodontidés. Les autres genres ont un nombre de dents maxillaires supérieur ou inférieur à celui de Xixiasaurus.
Les sept premières dents maxillaires sont très serrées et beaucoup plus petites que celles situées plus en arrière, et présentent des constrictions distinctes entre leurs couronnes et leurs racines. Les surfaces extérieures des couronnes présentent des rainures distinctes près des carènes, comme chez Urbacodon. Les dents se recourbent vers l'arrière, sont comprimées d'un côté à l'autre, et les bases des couronnes sont moins étendues derrière la dixième dent maxillaire. Comme chez le Byronosaure, les dents maxillaires sont hétérodontes (différenciées), la quinzième dent étant la plus grande,.

### Membres
Le radius de l'avant-bras est beaucoup plus fin que le cubitus. Le troisième métacarpien est plus fin que le second, et leurs bords extérieurs sont au même niveau, ce qui indique que ces deux os sont de longueur égale. La griffe du premier doigt est tranchante et présente une large tubérosité fléchissante (où un tendon était inséré). La première phalange du premier doigt mesure 3,6 centimètres de long, tandis que la première phalange du second mesure 3 centimètres.

## Classification
Lü et ses collègues ont attribué le genre Xixiasaurus à la famille des Troodontidae en raison de son nombre élevé de dents, de la constriction entre les couronnes et les racines des dents, du tassement des dents près de la pointe de la dent et de la rainure distincte pour le foramen neurovasculaire sur la dent. Ils ont trouvé que Xixiasaurus était le plus proche parent du Byronosaure de Mongolie, et ont suggéré que les deux pourraient avoir formé un clade avec l'Urbacodon d'Ouzbékistan. Le clade serait composé de troodontides aux dents non dentelées, lesquels rayonnaient à travers l'Asie — tout en notant que les dentelures avaient été perdues indépendamment dans différents groupes de théropodes. En 2012, une analyse phylogénétique réalisée par le paléontologue Alan H. Turner et ses collègues a révélé que Xixiasaurus appartenait à un clade avec Sinovenator et Mei (tous deux également originaires de Chine), en raison du partage d'un processus maxillaire du prémaxillaire qui séparait le maxillaire du nasal derrière l'ouverture nariale. En 2016, les paléontologues Alexander Averianov et Hans-Dieter Sues n'ont pas identifié de clade formée de troodontides aux dents non dentelées, mais ont découvert qu'il s'agissait de taxons frères successifs d'un clade plus dérivé (ou « avancé ») de troodontides aux dents dentelées. Ils ont suggéré que la section transversale en forme de D des dents prémaxillaires pourrait être une caractéristique possible réunissant Xixiasaurus, Byronosaurus et Urbacodon.

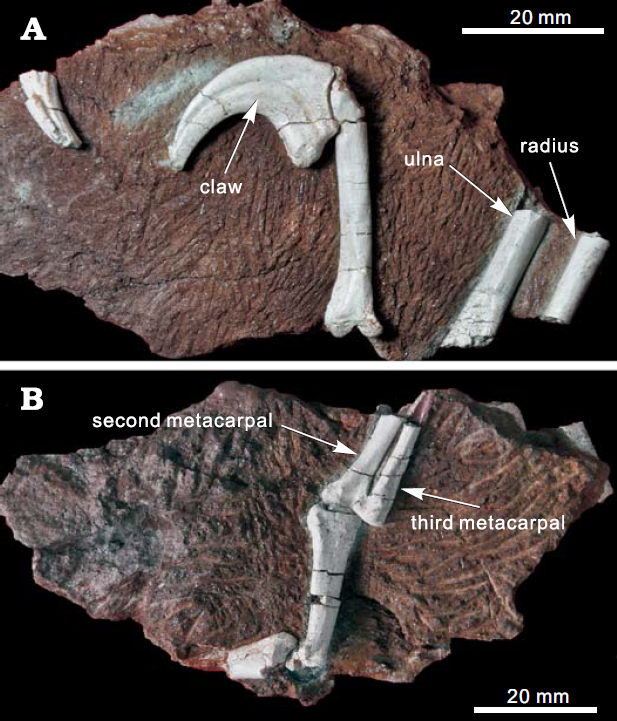
Os des membres antérieurs de l’holotype.

Le cladogramme suivant montre la position de Xixiasaurus au sein des Troodontidés selon une analyse de 2017 effectuée par le paléontologue Caizhi Shen et ses collègues :
|  | GM 100/1323 (renommé Almas)                                    |
|  |                                                                |
|  | \| \| GM 100/1126 \| \| \| \| \| \| Jinfengopteryx \| \| \| \| |
|  |                                                                |
|  | GM 100/1126                                                    |
|  |                                                                |
|  | Jinfengopteryx                                                 |
|  |                                                                |

|  | GM 100/1126    |
|  |                |
|  | Jinfengopteryx |
|  |                |

|  | Sinovenator                                                  |
|  |                                                              |
|  | \| \| Daliansaurus \| \| \| \| \| \| Sinusonasus \| \| \| \| |
|  |                                                              |
|  | Daliansaurus                                                 |
|  |                                                              |
|  | Sinusonasus                                                  |
|  |                                                              |

|  | Daliansaurus |
|  |              |
|  | Sinusonasus  |
|  |              |

|  | Sinovenator                                                  |
|  |                                                              |
|  | \| \| Daliansaurus \| \| \| \| \| \| Sinusonasus \| \| \| \| |
|  |                                                              |
|  | Daliansaurus                                                 |
|  |                                                              |
|  | Sinusonasus                                                  |
|  |                                                              |

|  | Daliansaurus |
|  |              |
|  | Sinusonasus  |
|  |              |

|  | Troodon                                                       |
|  |                                                               |
|  | \| \| Zanabazar \| \| \| \| \| \| Saurornithoides \| \| \| \| |
|  |                                                               |
|  | Zanabazar                                                     |
|  |                                                               |
|  | Saurornithoides                                               |
|  |                                                               |

|  | Zanabazar       |
|  |                 |
|  | Saurornithoides |
|  |                 |

|  | Troodon                                                       |
|  |                                                               |
|  | \| \| Zanabazar \| \| \| \| \| \| Saurornithoides \| \| \| \| |
|  |                                                               |
|  | Zanabazar                                                     |
|  |                                                               |
|  | Saurornithoides                                               |
|  |                                                               |

|  | Zanabazar       |
|  |                 |
|  | Saurornithoides |
|  |                 |

|  | GM 100/1323 (renommé Almas)                                    |
|  |                                                                |
|  | \| \| GM 100/1126 \| \| \| \| \| \| Jinfengopteryx \| \| \| \| |
|  |                                                                |
|  | GM 100/1126                                                    |
|  |                                                                |
|  | Jinfengopteryx                                                 |
|  |                                                                |

|  | GM 100/1126    |
|  |                |
|  | Jinfengopteryx |
|  |                |

|  | Sinovenator                                                  |
|  |                                                              |
|  | \| \| Daliansaurus \| \| \| \| \| \| Sinusonasus \| \| \| \| |
|  |                                                              |
|  | Daliansaurus                                                 |
|  |                                                              |
|  | Sinusonasus                                                  |
|  |                                                              |

|  | Daliansaurus |
|  |              |
|  | Sinusonasus  |
|  |              |

|  | Sinovenator                                                  |
|  |                                                              |
|  | \| \| Daliansaurus \| \| \| \| \| \| Sinusonasus \| \| \| \| |
|  |                                                              |
|  | Daliansaurus                                                 |
|  |                                                              |
|  | Sinusonasus                                                  |
|  |                                                              |

|  | Daliansaurus |
|  |              |
|  | Sinusonasus  |
|  |              |

|  | Troodon                                                       |
|  |                                                               |
|  | \| \| Zanabazar \| \| \| \| \| \| Saurornithoides \| \| \| \| |
|  |                                                               |
|  | Zanabazar                                                     |
|  |                                                               |
|  | Saurornithoides                                               |
|  |                                                               |

|  | Zanabazar       |
|  |                 |
|  | Saurornithoides |
|  |                 |

|  | Troodon                                                       |
|  |                                                               |
|  | \| \| Zanabazar \| \| \| \| \| \| Saurornithoides \| \| \| \| |
|  |                                                               |
|  | Zanabazar                                                     |
|  |                                                               |
|  | Saurornithoides                                               |
|  |                                                               |

|  | Zanabazar       |
|  |                 |
|  | Saurornithoides |
|  |                 |

En 2019, le paléontologue Scott Hartman et ses collègues réinstaurent Xixiasaurus en tant que taxon frère de Sinusonasus, dans une clade avec Daliansaurus et Hesperornithoides (partageant des caractéristiques telles qu'un cubitus droit et ayant une courbe projetée vers le haut sur la griffe du premier doigt).
En 2019, lors de la description du nouveau genre Hesperornithoides, Scott Hartman et ses collègues réalisent une analyse phylogénétique des Troodontidés dont un cladogramme simplifié est fourni ci-dessous. Xixiasaurus est placé dans la famille des Troodontidés, dans une position relativement basale au sein d'un clade avec les genres Daliansaurus, Hesperornithoides et Sinusonasus.
|  | Hesperornithoides                                           |
|  |                                                             |
|  | \| \| Xixiasaurus \| \| \| \| \| \| Sinusonasus \| \| \| \| |
|  |                                                             |
|  | Xixiasaurus                                                 |
|  |                                                             |
|  | Sinusonasus                                                 |
|  |                                                             |

|  | Xixiasaurus |
|  |             |
|  | Sinusonasus |
|  |             |

|  | Hesperornithoides                                           |
|  |                                                             |
|  | \| \| Xixiasaurus \| \| \| \| \| \| Sinusonasus \| \| \| \| |
|  |                                                             |
|  | Xixiasaurus                                                 |
|  |                                                             |
|  | Sinusonasus                                                 |
|  |                                                             |

|  | Xixiasaurus |
|  |             |
|  | Sinusonasus |
|  |             |

|  | Hesperornithoides                                           |
|  |                                                             |
|  | \| \| Xixiasaurus \| \| \| \| \| \| Sinusonasus \| \| \| \| |
|  |                                                             |
|  | Xixiasaurus                                                 |
|  |                                                             |
|  | Sinusonasus                                                 |
|  |                                                             |

|  | Xixiasaurus |
|  |             |
|  | Sinusonasus |
|  |             |

|  | Hesperornithoides                                           |
|  |                                                             |
|  | \| \| Xixiasaurus \| \| \| \| \| \| Sinusonasus \| \| \| \| |
|  |                                                             |
|  | Xixiasaurus                                                 |
|  |                                                             |
|  | Sinusonasus                                                 |
|  |                                                             |

|  | Xixiasaurus |
|  |             |
|  | Sinusonasus |
|  |             |

|  | Hesperornithoides                                           |
|  |                                                             |
|  | \| \| Xixiasaurus \| \| \| \| \| \| Sinusonasus \| \| \| \| |
|  |                                                             |
|  | Xixiasaurus                                                 |
|  |                                                             |
|  | Sinusonasus                                                 |
|  |                                                             |

|  | Xixiasaurus |
|  |             |
|  | Sinusonasus |
|  |             |

|  | Hesperornithoides                                           |
|  |                                                             |
|  | \| \| Xixiasaurus \| \| \| \| \| \| Sinusonasus \| \| \| \| |
|  |                                                             |
|  | Xixiasaurus                                                 |
|  |                                                             |
|  | Sinusonasus                                                 |
|  |                                                             |

|  | Xixiasaurus |
|  |             |
|  | Sinusonasus |
|  |             |

|  | Hesperornithoides                                           |
|  |                                                             |
|  | \| \| Xixiasaurus \| \| \| \| \| \| Sinusonasus \| \| \| \| |
|  |                                                             |
|  | Xixiasaurus                                                 |
|  |                                                             |
|  | Sinusonasus                                                 |
|  |                                                             |

|  | Xixiasaurus |
|  |             |
|  | Sinusonasus |
|  |             |

|  | Hesperornithoides                                           |
|  |                                                             |
|  | \| \| Xixiasaurus \| \| \| \| \| \| Sinusonasus \| \| \| \| |
|  |                                                             |
|  | Xixiasaurus                                                 |
|  |                                                             |
|  | Sinusonasus                                                 |
|  |                                                             |

|  | Xixiasaurus |
|  |             |
|  | Sinusonasus |
|  |             |

|  | Hesperornithoides                                           |
|  |                                                             |
|  | \| \| Xixiasaurus \| \| \| \| \| \| Sinusonasus \| \| \| \| |
|  |                                                             |
|  | Xixiasaurus                                                 |
|  |                                                             |
|  | Sinusonasus                                                 |
|  |                                                             |

|  | Xixiasaurus |
|  |             |
|  | Sinusonasus |
|  |             |

|  | Hesperornithoides                                           |
|  |                                                             |
|  | \| \| Xixiasaurus \| \| \| \| \| \| Sinusonasus \| \| \| \| |
|  |                                                             |
|  | Xixiasaurus                                                 |
|  |                                                             |
|  | Sinusonasus                                                 |
|  |                                                             |

|  | Xixiasaurus |
|  |             |
|  | Sinusonasus |
|  |             |

|  | Hesperornithoides                                           |
|  |                                                             |
|  | \| \| Xixiasaurus \| \| \| \| \| \| Sinusonasus \| \| \| \| |
|  |                                                             |
|  | Xixiasaurus                                                 |
|  |                                                             |
|  | Sinusonasus                                                 |
|  |                                                             |

|  | Xixiasaurus |
|  |             |
|  | Sinusonasus |
|  |             |

|  | Hesperornithoides                                           |
|  |                                                             |
|  | \| \| Xixiasaurus \| \| \| \| \| \| Sinusonasus \| \| \| \| |
|  |                                                             |
|  | Xixiasaurus                                                 |
|  |                                                             |
|  | Sinusonasus                                                 |
|  |                                                             |

|  | Xixiasaurus |
|  |             |
|  | Sinusonasus |
|  |             |

|  | Hesperornithoides                                           |
|  |                                                             |
|  | \| \| Xixiasaurus \| \| \| \| \| \| Sinusonasus \| \| \| \| |
|  |                                                             |
|  | Xixiasaurus                                                 |
|  |                                                             |
|  | Sinusonasus                                                 |
|  |                                                             |

|  | Xixiasaurus |
|  |             |
|  | Sinusonasus |
|  |             |

|  | Hesperornithoides                                           |
|  |                                                             |
|  | \| \| Xixiasaurus \| \| \| \| \| \| Sinusonasus \| \| \| \| |
|  |                                                             |
|  | Xixiasaurus                                                 |
|  |                                                             |
|  | Sinusonasus                                                 |
|  |                                                             |

|  | Xixiasaurus |
|  |             |
|  | Sinusonasus |
|  |             |

|  | Hesperornithoides                                           |
|  |                                                             |
|  | \| \| Xixiasaurus \| \| \| \| \| \| Sinusonasus \| \| \| \| |
|  |                                                             |
|  | Xixiasaurus                                                 |
|  |                                                             |
|  | Sinusonasus                                                 |
|  |                                                             |

|  | Xixiasaurus |
|  |             |
|  | Sinusonasus |
|  |             |

|  | Hesperornithoides                                           |
|  |                                                             |
|  | \| \| Xixiasaurus \| \| \| \| \| \| Sinusonasus \| \| \| \| |
|  |                                                             |
|  | Xixiasaurus                                                 |
|  |                                                             |
|  | Sinusonasus                                                 |
|  |                                                             |

|  | Xixiasaurus |
|  |             |
|  | Sinusonasus |
|  |             |

Les Troodontidés ont été découverts principalement dans l'hémisphère nord. Ils sont surtout limités à l'Asie et à l'Amérique du Nord. Il semble qu'ils aient atteint leur plus grande diversité au cours de l'étage campanien du Crétacé supérieur en Asie. Les Troodontidés en sont probablement originaires, et si des genres comme Anchiornis sont considérés comme faisant partie de la famille, celle-ci aurait évolué au Jurassique inférieur,. Les Troodontidés sont regroupés dans la clade des Paraves, avec les droméosaures et les oiseaux. Les Troodontidés et les dromésauridés ont également été regroupés dans la clade Deinonychosauria, sur la base de la griffe en forme de faucille qu'ils partagent sur leur second orteil hyper-extensible, mais certaines études ont montré que les Troodontidés sont plus proches des oiseaux que des droméosauridés.

## Paléobiologie

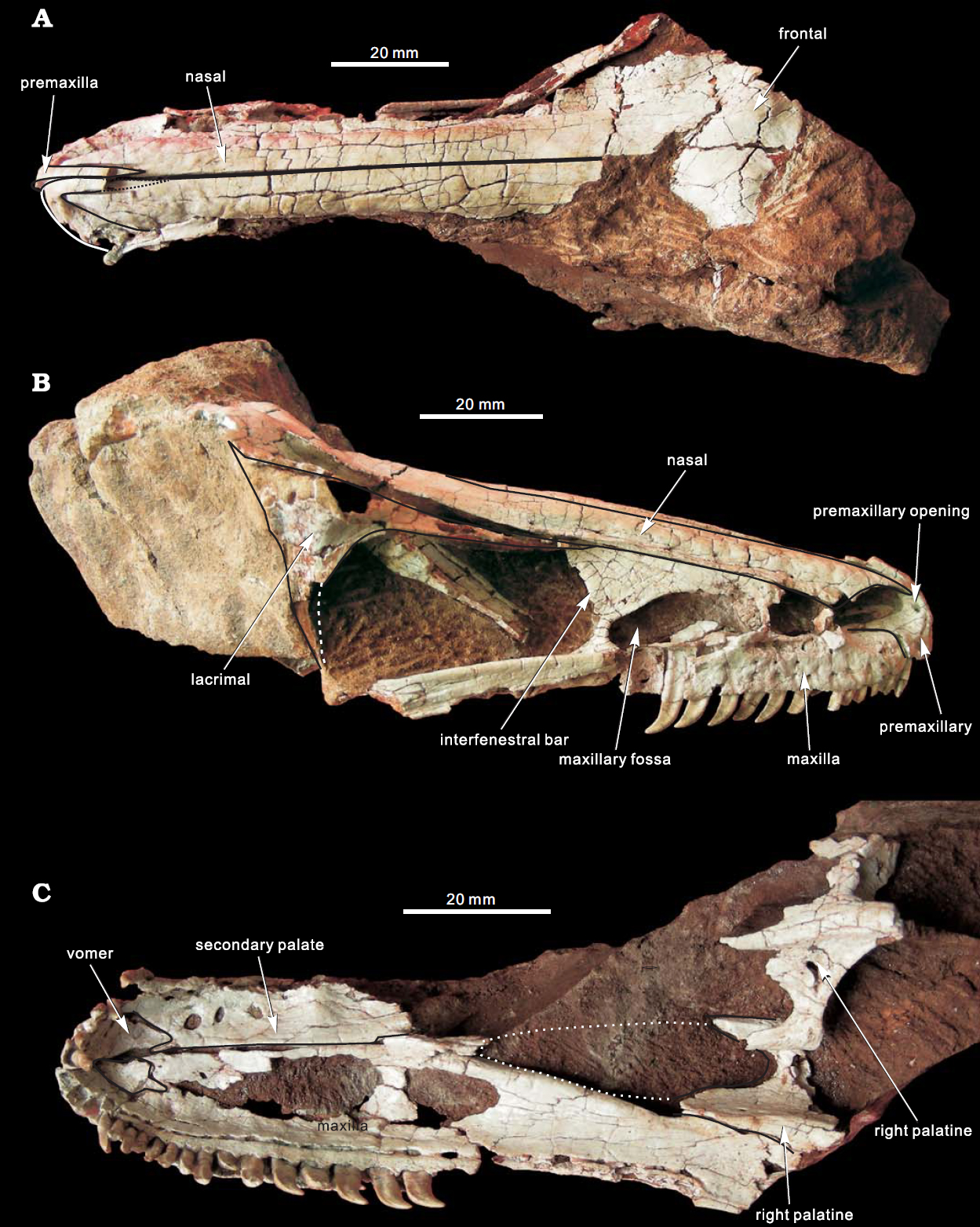
Crâne de l'holotype en plusieurs vues, avec des lignes sombres indiquant les sutures, et des pointillés blancs soulignant les contours probables de l'os manquant.

Parmi les dinosaures non aviens, les Troodontidés présentent l'un des quotients d'encéphalisation les plus élevés (une mesure du rapport entre la taille réelle du cerveau et la taille du cerveau prédite à partir de la taille du corps). Comme le suggèrent leurs grandes orbites et leurs oreilles moyennes bien développées, ils semblent avoir des sens aiguisés. Leurs pattes proportionnellement longues indiquent qu'ils sont agiles,. En raison de leur grand cerveau, de leur vision stéréoscopique possible, de leurs mains qui peuvent saisir et de leurs faucilles élargies, on a généralement pensé que les Troodontidés sont des prédateurs. En 1998, le paléontologue Thomas R. Holtz Jr. et ses collègues font remarquer que les dentelures des Troodontidés sont différentes de celles des théropodes carnivores typiques en raison de leur grande taille et de leur large espacement, ce qui est similaire à la condition des dinosaures herbivores (y compris les théropodes thérizinosaures) et des lézards, plutôt que des dinosaures carnivores. Ils suggèrent que cette différence de grossièreté pourrait être liée à la taille et à la résistance des fibres végétales et carnées, et que les Troodontidés pourraient avoir été herbivores ou omnivores. Ils ont également souligné que certaines caractéristiques qui avaient été interprétées comme des adaptations prédatrices chez les Troodontidés se retrouvaient également chez les animaux herbivores et omnivores, tels que les primates et les ratons laveurs,.
En 2001, les paléontologues Philip J. Currie et Dong Zhiming rejettent l'idée selon laquelle les Troodontidés seraient herbivores. Ils affirment que l'anatomie des Troodontidés correspondait à un mode de vie carnivore, et soulignent que la structure de leurs dentelures n'est pas très différente de celle des autres théropodes. Ils notent que les caractéristiques des Troodontidés, telles que les dentelures pointues qui se courbent vers la pointe des dents, l'émail acéré comme un rasoir entre les dentelures, et les rainures sanguines à la base, ne sont pas visibles chez les dinosaures herbivores, lesquels ont des dentelures plus simples, en forme de cône. Lü et ses collègues ont discuté des études précédentes sur le régime des Troodontidés, et suggèrent que la perte des dentelures dans les dents de Xixiasaurus et de certains autres Troodontidés est liée à un changement de leur régime alimentaire. Comme les dents semblent avoir perdu leur capacité typique à trancher la viande, ces Troodontidés au moins peuvent donc avoir été soit herbivores soit omnivores. En 2015, le paléontologue Christophe Hendrickx et ses collègues suggèrent que les Troodontidés basaux (ou « primitifs ») aux dents non dentelées sont herbivores, tandis que les Troodontidés plus dérivés aux dents dentelées sont carnivores ou omnivores.

## Paléoenvironnement

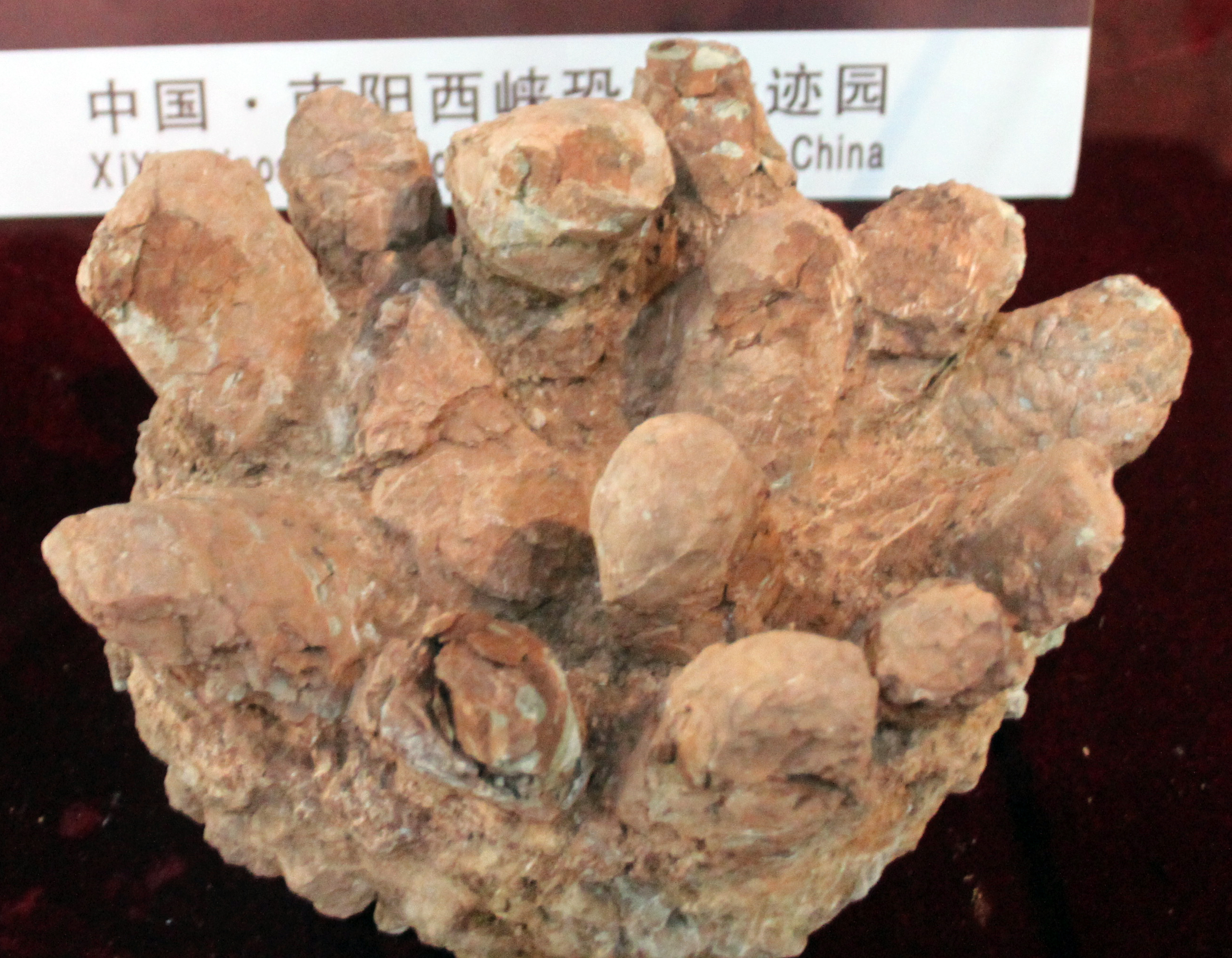
Fossiles d'œufs de Prismatoolithus, Parc des dinosaures de Xixia.

Xixiasaurus est connu dans la partie inférieure moyenne de la formation de Majiacun en Chine, qui date de la période du Crétacé supérieur, mais il y a eu un désaccord sur l'âge géologique exact de la formation. Lü et ses collègues ont suggéré que la formation datait du Campanien en se basant sur la similitude entre Xixiasaurus et le genre campanien Byronosaurus. Un âge allant du Cénomanien au Turonien pour la formation avait été suggéré auparavant sur la base des spores, du pollen et des œufs de dinosaures ; un âge du Coniacien au Santonien a été suggéré également, et des âges du Coniacien au Campanien ou du Santonien au Maastrichtien ont été suggérés sur la base des fossiles de bivalves. Certaines études ont également suggéré que la formation est aussi ancienne que le Crétacé inférieur. La formation de Majiacun est représentée par une couche de 800 à 1 200 mètres d'épaisseur de grès brun et rouge, avec des intervalles plus boueux de violet à vert, ou de brun à rouge. Les unités inférieure et moyenne de la formation sont composées de grès, de siltite et de mudstone. On trouve souvent des œufs et des coquilles d'œuf dans les silts boueux.
On pense que les formations du bassin de Xixia sont d'origine continentale (en raison de l'absence de fossiles marins), probablement déposées par des rivières et dans des lacs. La formation de Majiacun elle-même est interprétée comme représentant des dépôts de cours d'eau en tresses et en méandres. La formation faisait partie du système de drainage du lac Yunmeng au cours du Crétacé supérieur. On suppose que le paléoclimat du bassin de Xixia était subtropical, de sub-humide à semi-aride, d'après la prépondérance des plantes à C3 identifiées dans le régime alimentaire des dinosaures de ce bassin (déterminée par l'étude isotopique des coquilles d'œufs). Parmi les autres dinosaures de cette formation, on trouve l'alvarezsauridé Xixianykus, l'hadrosauroïdé Zhanghenglong, ainsi que des spinosauridé, des ankylosauridé et des sauropodes sans nom,. La découverte d'œufs de dinosaures abondants et divers dans la province du Henan a été considérée comme « l'un des événements scientifiques importants » en Chine. Ces œufs fossiles, de la formation de Majiacun, appartiennent notamment à des ootaxons comme Prismatoolithus (peut-être pondu par un Troodontidé), Ovaloolithus, Paraspheroolithus, Placoolithus, Dendroolithus, Youngoolithus, et Nanhiungoolithus,. Les reptiles comprennent les tortues et les crocodiliens. Les invertébrés comprennent les bivalves Plicatounio et Sphaerium et la crevette Tylestheria (des fossiles de traces d'invertébrés sont également connus). Des spores de plantes telles que des Schizaeoisporites, des Cicatruicosisporites, des Lygodiumsporites, des Cyathidites, des Osmundacidites et des Pagiophyllumpollenites ont également été identifiées,,.

### Ouvrages
- (en) M.P. Martyniuk, A Field Guide to Mesozoic Birds and Other Winged Dinosaurs [« Le Guide pratique des oiseaux du Mésozoïque et autres dinosaures ailés »], Vernon (N.J.), Pan Aves, 2012, 191 p. (ISBN 978-0-9885965-0-4, lire en ligne), p. 102.
- (en) G.S. Paul, The Princeton Field Guide to Dinosaurs : Second Edition [« Le Guide pratique de Princeton des dinosaures »], Princeton, Princeton University Press, 2016, 155, 158 (ISBN 978-0-691-16766-4).
- (en) P.J. Makovicky, P. Dodson et M.A. Norell, The Dinosauria [« Les Dinosauria »], University of California Press, 2004, 2e éd., 184–195 p. (ISBN 978-0-520-24209-8), « Troodontidae ».

### Articles
- (en) J. Lü, L. Xu, Y. Liu, X. Zhang, S. Jia et Q. Ji, « A new troodontid theropod from the Late Cretaceous of Central China, and the radiation of Asian troodontids » [« Un nouveau théropode troodontidé du Crétacé supérieur de Chine centrale et la radiation des troodontidés asiatiques »], Acta Palaeontologica Polonica, vol. 55, no 3,‎ 2010, p. 381–388 (DOI 10.4202/app.2009.0047 ).
- (en) T. Tsuihiji, R. Barsbold, M. Watabe, K. Tsogtbaatar, T. Chinzorig, Y. Fujiyama et S. Suzuki, « An exquisitely preserved troodontid theropod with new information on the palatal structure from the Upper Cretaceous of Mongolia » [« Un théropode troodontidé remarquablement bien conservé, fournissant de nouvelles informations sur la structure palatine, provenant du Crétacé supérieur de Mongolie »], Naturwissenschaften, vol. 101, no 2,‎ 2014, p. 131–142 (PMID 24441791, DOI 10.1007/s00114-014-1143-9, Bibcode 2014NW....101..131T).
- (en) Junchang Lü, Li Xu, Yongqing Liu, Xingliao Zhang, Songhai Jia, and Qiang Ji, « A new troodontid (Theropoda: Troodontidae) from the Late Cretaceous of central China, and the radiation of Asian troodontids » [« Un nouveau troodontidé (Theropoda : Troodontidae) du Crétacé supérieur de Chine centrale et la radiation des troodontidés asiatiques »], Acta Palaeontologica Polonica, vol. 55, no 3,‎ 2010, p. 381–388 (DOI 10.4202/app.2009.0047, lire en ligne).
- (en) C. Hendrickx, S.A. Hartman et O. Mateus, « An overview on non-avian theropod discoveries and classification » [« Aperçu des découvertes et de la classification des théropodes non aviaires »], PalArch's Journal of Vertebrate Palaeontology, no 1,‎ 2015, p. 1–73 (ISSN 1567-2158, lire en ligne [archive du 22 juin 2018], consulté le 4 décembre 2018).
- (en) X. Xu, P. Currie, M. Pittman, L. Xing, Q. Meng, J. Lü, D. Hu et C. Yu, « Mosaic evolution in an asymmetrically feathered troodontid dinosaur with transitional features » [« Évolution mosaïque chez un dinosaure troodontidé à plumage asymétrique avec des caractéristiques transitionnelles »], Nature Communications, vol. 8,‎ 2017, p. 14972 (PMID 28463233, PMCID 5418581, DOI 10.1038/ncomms14972, Bibcode 2017NatCo...814972X).
- (en) A. Averianov et H.-D. Sues, « Troodontidae (Dinosauria: Theropoda) from the Upper Cretaceous of Uzbekistan » [« Troodontidae (Dinosauria : Theropoda) du Crétacé supérieur d'Ouzbékistan »], Cretaceous Research, vol. 59,‎ 2016, p. 98–110 (DOI 10.1016/j.cretres.2015.11.005 ).
- (en) A.H. Turner, P.J. Makovicky et M.A. Norell, « A review of dromaeosaurid systematics and paravian phylogeny » [« Une Revue de la systématique des dromaeosauridés et de la phylogénie des paraviens »], Bulletin of the American Museum of Natural History, vol. 371,‎ 2012, p. 1–206 (DOI 10.1206/748.1, hdl 2246/6352, lire en ligne).
- (en) C. Shen, J. Lü, S. Liu, M. Kundrát, S.L. Brusatte et H. Gao, « A new troodontid dinosaur from the Lower Cretaceous Yixian Formation of Liaoning Province, China » [« Un Nouveau dinosaure troodontidé provenant de la formation de Yixian du Crétacé inférieur de la province du Liaoning, en Chine »], Acta Geologica Sinica – English Edition, vol. 91, no 3,‎ 2017, p. 763–780 (DOI 10.1111/1755-6724.13307, lire en ligne).
- (en) Scott Hartman, Mickey Mortimer, William R. Wahl, Dean R. Lomax, Jessica Lippincott et David M. Lovelace, « A new paravian dinosaur from the Late Jurassic of North America supports a late acquisition of avian flight » [« Un Nouveau dinosaure paravien du Jurassique supérieur d'Amérique du Nord confirme l'acquisition tardive du vol chez les oiseaux »], PeerJ, vol. 7,‎ 2019, e7247 (PMID 31333906, PMCID 6626525, DOI 10.7717/peerj.7247 ).
- (en) T.R. Holtz, D.L. Brinkman et C.L. Chandler, « Denticle morphometrics and a possibly omnivorous feeding habit for the theropod dinosaur Troodon » [« Morphométrie des dentelles et habitudes alimentaires potentiellement omnivores du dinosaure théropode « Troodon » »], GAIA, vol. 15,‎ 1998, p. 159–166 (ISSN 0871-5424, CiteSeerx 10.1.1.211.684).
- (en) P.J. Currie et D. Zhiming, « New information on Cretaceous troodontids (Dinosauria, Theropoda) from the People's Republic of China » [« Nouvelles informations sur les troodontidés du Crétacé (Dinosauria, Theropoda) provenant de la République populaire de Chine »], Canadian Journal of Earth Sciences, vol. 38, no 12,‎ 2001, p. 1753–1766 (DOI 10.1139/cjes-38-12-1753, Bibcode 2001CaJES..38.1753C).
- (en) G. Li, P. Chen, D. Wang et D.J. Batten, « The spinicaudatan Tylestheria and biostratigraphic significance for the age of dinosaur eggs in the Upper Cretaceous Majiacun Formation, Xixia Basin, Henan Province, China » [« Le « Tylestheria » spinicaudata et son importance biostratigraphique pour l'âge des œufs de dinosaures dans la formation de Majiacun du Crétacé supérieur, bassin de Xixia, province du Henan, en Chine »], Cretaceous Research, vol. 30, no 2,‎ 2009, p. 477–482 (DOI 10.1016/j.cretres.2008.09.002).
- (en) X. Liang, S. Wen, D. Yang, S. Zhou et S. Wu, « Dinosaur eggs and dinosaur egg-bearing deposits (Upper Cretaceous) of Henan Province, China: Occurrences, palaeoenvironments, taphonomy and preservation » [« Œufs de dinosaures et gisements d'œufs de dinosaures (Crétacé supérieur) de la province du Henan, en Chine : occurrences, paléoenvironnements, taphonomie et conservation »], Progress in Natural Science, vol. 19, no 11,‎ 2009, p. 1587–1601 (DOI 10.1016/j.pnsc.2009.06.012 ).
- (en) G. Zhu et J. Zhong, « The carbon isotopic characteristics of dinosaur eggshell fossils in Late Cretaceous from Xixia Basin and their significance » [« Les Caractéristiques isotopiques du carbone des fossiles de coquilles d'œufs de dinosaures du Crétacé supérieur du bassin de Xixia et leur importance »], Chinese Journal of Geochemistry, vol. 19, no 1,‎ 2000, p. 29–34 (DOI 10.1007/BF03166648).
- (en) X. Xu, D.Y. Wang, C. Sullivan, D.W.E. Hone, F.L. Han, R. H Yan et F.M. Du, « A basal parvicursorine (Theropoda: Alvarezsauridae) from the Upper Cretaceous of China » [« Un Parvicursor basal (Theropoda : Alvarezsauridae) du Crétacé supérieur de Chine »], Zootaxa, vol. 2413, no 1,‎ 2010, p. 1 (DOI 10.11646/zootaxa.2413.1.1).
- (en) H. Xing, D. Wang, F. Han, C. Sullivan, Q. Ma, Y. He, D.W.E. Hone, R. Yan, F. Du, X. Xu et D.C. Evans, « A new basal hadrosauroid dinosaur (Dinosauria: Ornithopoda) with transitional features from the Late Cretaceous of Henan Province, China » [« Un Nouveau dinosaure hadrosauridé basal (Dinosauria : Ornithopoda) avec des caractéristiques transitionnelles du Crétacé supérieur, découvert dans la province du Henan, en Chine »], PLoS ONE, vol. 9, no 6,‎ 2014, e98821 (PMID 24901454, PMCID 4047018, DOI 10.1371/journal.pone.0098821, Bibcode 2014PLoSO...998821X).
- (en) D. K. Zelenitsky, S. P. Modesto et P. J. Currie, « Bird-like characteristics of troodontid theropod eggshell » [« Caractéristiques semblables à celles des oiseaux de la coquille d'œuf du théropode troodontidé »], Cretaceous Research, vol. 23, no 3,‎ 2002, p. 297–305 (DOI 10.1006/cres.2002.1010).
- (en) C.-Z Wang, J. Wang, B. Hu et X.-H. Lu, « Trace fossils and sedimentary environments of the upper cretaceous in the Xixia Basin, Southwestern Henan Province, China » [« Traces fossiles et environnements sédimentaires du Crétacé supérieur dans le bassin de Xixia, sud-ouest de la province du Henan, en Chine »], Geodinamica Acta, vol. 28, nos 1–2,‎ 2015, p. 53–70 (DOI 10.1080/09853111.2015.1065307 ).